# Zomus bagnallii
Genre
Espèce
Synonymes
- Trithyreus bagnallii Jackson, 1908

Zomus bagnallii, unique représentant du genre Zomus, est une espèce de schizomides de la famille des Hubbardiidae.

## Distribution
Cette espèce se rencontre aux Seychelles, à Rodrigues, à Singapour, en Malaisie, en Indonésie, aux Fidji, aux Samoa et aux îles Cook. Elle a été introduite dans les jardins botaniques royaux de Kew à Londres.

## Publications originales
- Jackson, 1908 : On some rare arachnids captured during 1907. Transactions of the Natural History Society of Northumberland, Durham, vol. 3, p. 49-78.
- Reddell & Cokendolpher, 1995 : Catalogue, bibliography and generic revision of the order Schizomida (Arachnida). Texas Memorial Museum Speleological Monographs, no 4, p. 1-170 (texte intégral).